# Cornelis de Wolf
Cornelis de Wolf (* 1. Mai 1880 in Amsterdam; † 1. Oktober 1935 in Arnhem) war ein niederländischer Organist, Komponist und Musikpädagoge.

## Leben
De Wolf studierte Orgel bei Jean-Baptiste de Pauw und Komposition bei Bernard Zweers. 1901 wurde er als erster Organist mit dem Prix d'excellence ausgezeichnet. Als Organist war er zunächst in Ouderkerk aan de Amstel angestellt, ab 1918 an der Eusebiuskerk in Arnhem. 1925 wurde er Hauptlehrer für Orgel am Amsterdamer Konservatorium, 1932 am Konservatorium in Den Haag. Zu seinen Schülern gehörten Meindert Boekel, Piet van Egmond, Adriaan Schuurman und George Stam.

## Werke
- Passacaglia, Choral und Fuge über Gesang 17
- Finale über Psalm 72
- Fantasie über Psalm 33
- Canonische bewerking over Psalm 84